# Kersti Sandin Bülow
Kersti Sandin Bülow, född 5 juni 1950, är en svensk inredningsarkitekt, möbelformgivare, designentreprenör och professor
Kersti Sandin Bülow har arbetat som möbelformgivare och inredningsarkitekt sedan 1970-talet. Tillsammans med Lars Bülow grundade hon designstudion Sandin & Bülow 1978, möbelföretaget Materia 1992 och Möbeldesignmuseum – the Museum of Furniture Studies 2017. Sandin Bülow har varit adj. professor i design och inredningsarkitektur vid HDK-Valand, Göteborgs universitet och LiU Malmsten vid Linköpings universitet. Hon utsågs till Hedersmedlem i Sveriges Arkitekter 2022.

## Utbildning och tidig karriär
Kersti Sandin studerade möbeldesign och inredningsarkitektur på Konstfack där hon utexaminerades 1977. Därefter anställdes hon på Möbelinstitutet som ansvarig för utställningen Möbelsyn - juryvalda svenska möbler på Möbelmässan i Älvsjö. 
På Konstfack träffade Kersti Sandin Lars Bülow och tillsammans grundande de designstudion Sandin & Bülow 1978. Deras första uppdrag vara att skapa internationella idé- och debattutställningar för bl.a. Svenska Institutet, Svensk Form, Möbelinstitutet, Konsumentverket och KF- Kooperativa Förbundet. När KF 1979 skulle presentera en kollektion basmöbler, anlitades Sandin & Bülow för lanseringsutställningen, samt senare att formge flera produkter i basmöbelserien.

Hommage à Josef Frank för Svenskt Tenn/Karl Andersson & Söner 1985

Under 1980-talet designade Sandin & Bülow möbler och belysningsarmaturer för flera svenska tillverkare. Deras genombrott kom med serveringsvagnen Supporter för Akuma (1980), vilken följdes upp med bordet Cross för Mitab (1982), skåpet Hommage à Josef Frank för Svenskt Tenn/ Karl Andersson & Söner (1985), stolen Zig för TUA (1985), kontorsmöbelkollektionen MM för Skandifrom (1989) och Natura-kollektionen för Akuma (1989). 
År 1992 grundande Sandin och Bülow möbelföretaget Materia i Tranås, som främst utvecklade och tillverkade möbelkollektioner för offentliga miljöer. Kersti Sandin var företagets Design Director. Soffan Arketyp (1991), tidningsstället och papperskorgen Vågspel (1994-96), sittmöbelserien Centrum (1997) och barstolen Plint (2001) var några av företagets hörnstenar. Sandin och Bülow drev med internationell framgång Materia och formgav samtliga produkter fram till 2004 då företaget förvärvades av Kinnarps AB. Lars Bülow fortsatte som vd för Materia Group där Kersti Sandin deltog som designkonsult.

## Senare karriär

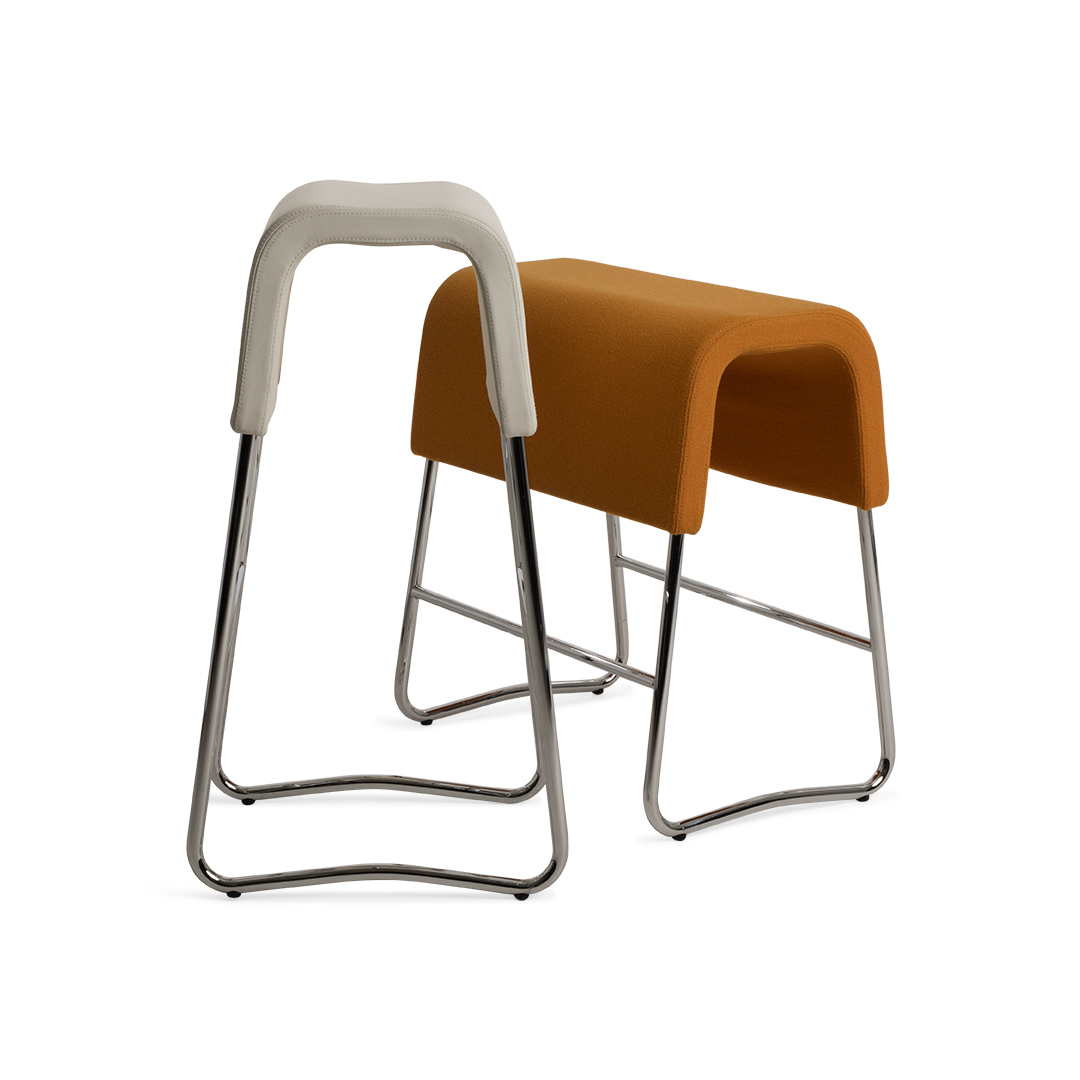
Plint bench för Materia 2001

Mellan 2005 och 2008 var Kersti Sandin adj. professor i design med inriktning rumsgestaltning på HDK-Valand vid Göteborgs universitet. 2006 antogs Kersti Sandin som doktorand i design vid Konstnärliga fakulteten vid Göteborgs universitet. Doktorsavhandlingen inom interiörarkitektur och möbeldesign är under en pågående process. Mellan 2013 och 2017 var Kersti Sandin verksam som adj. professor i design med inriktning rumsgestaltning vid LiU Malmsten, Linköpings universitet.
Kersti Sandin har engagerat sig strategiskt i design-och möbelbranschens utveckling. Har varit ledamot i Designårsgruppen för tillväxt och innovation (2005) och ledamot i regeringens RAFD – Rådet för arkitektur, form och design (2006-2008). Kersti har även varit ämnessakkunnig vid Kulturdepartementet. Under sex år ingick hon i styrelsen för Prins Eugens Waldemarsudde (2013-2018), samt under 24 år som styrelseledamot i inredningsföretaget Svenskt Tenn (1992-2016) och ordförande för Svenskt Tenn Collection/Josef Frank Arkivet.
Kersti Sandin har varit ledamot i bland annat Sveriges Arkitekter (2001–2009) och senare ordförande i Akademin för inredningsarkitektur samt ledamot i SVID- Stiftelsen Svensk Industridesign (2003–2010), Stiftelsen Träcentrum (2004–2008) samt Boverkets Samlingslokalsdelegation (2008–2011).

## Utmärkelser och representation
Tillsammans har Sandin och Bülow erhållit många designutmärkelser, däribland Guldstolen, Forsnäspriset och Utmärkt Svensk Form hela 20 gånger.
De finns representerade med ett flertal produkter på Nationalmuseum i Stockholm, Röhsska Museet i Göteborg och Museum für Angewandte Kunst i Köln. Kersti Sandin Bülow har även erhållit ett antal utmärkelser kopplat till sitt entreprenörskap, däribland Årets Företagare 1998. Under 2022 utsågs Kersti Sandin Bülow till Hedersmedlem i Sveriges Arkitekter samt erhöll Interior Cluster Sweden´s Hederspris.
Kersti Sandins och Lars Bülows mer än 40-åriga verksamhet finns beskriven i tre böcker utgivna av Bokförlaget Arena (2014): S+B inredningsarkitekter, S+B Möbelformgivare samt S+B Designentreprenörer.

## Möbeldesignmuseum
År 2017 grundade Kersti Sandin och Lars Bülow Möbeldesignmuseum – the Museum of Furniture Studies, i Stockholm. Där visar de sin privata samling av svensk och internationell möbeldesign från sent 1800-tal till idag. Museets syfte är att skapa en neutral, icke kommersiell mötesplats, där både svensk och internationell allmänhet, studenter och yrkesverksamma inom design, arkitektur, hantverk och industriell produktion kan samlas. En mötesplats för att debattera och utveckla ny hållbar kunskap om framtidens föremål och interiörer i samverkan.